# خوذة تقنية صدفة الهجوم المستقبلية (فاست)
Ops-Core Future Assault Shell Technology Helmet والمعروفة أيضًا باسم خوذة FAST (فاست)
هي خوذة قتالية أمريكية الصنع والتصميم. صنعت بواسطة Gentex Corporation. تستخدمها قوات العمليات الخاصة ومنظمات تطبيق القانون في مختلف البلدان حول العالم، بالإضافة إلى انها غطاء الرأس الواقي القياسي للقوات النرويجية المسلحة حاليا.
تتميز سلسلة خوذ FAST (فاست) بشكل صدفة مميز ، وهندسة قطع أذن تمد التغطية فوق العظم القذالي الخلفي دون التدخل في ناقل الحمولة، وتحسن توزيع الوزن لزيادة الاستقرار والتكامل والتوازن والراحة.
تتميز الخوذة بأنظمة تعليق مختلفة، وانظمة تعليق مناظير رؤية ليلية، وسكك قوسية تسمح للمستخدمين بتركيب الكشافات والكاميرات.
ونظرًا لشعبيتها داخل مجتمعات القوات الخاصة، فقد أنتجت شركات روسية وصينية نسخًا من الخوذة لتعتمدها القوات الخاصة في البلدين، إلى جانب التصدير الخارجي.